# موك آن ميديلار
موك آن ميديلار Mook en Middelaar  بلدية وبلدة في جنوب شرق هولندا.

## طوبوغرافيا
خريطة طوبوغرافية هولندية لبلدية موك آن ميديلار، يونيو 2015، (تقرأ بعد ثلاث نقرات على الخريطة)

## معرض صور

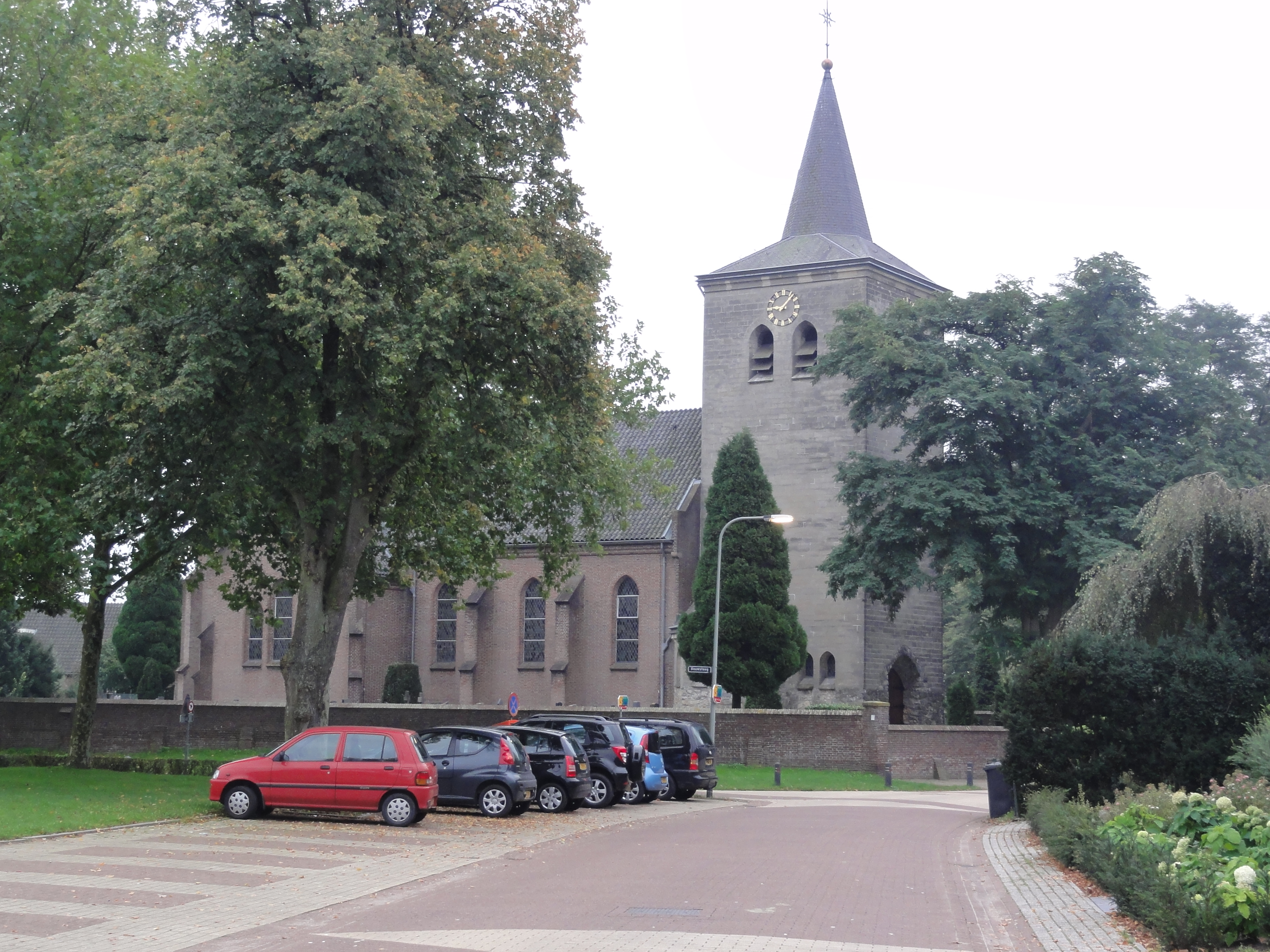
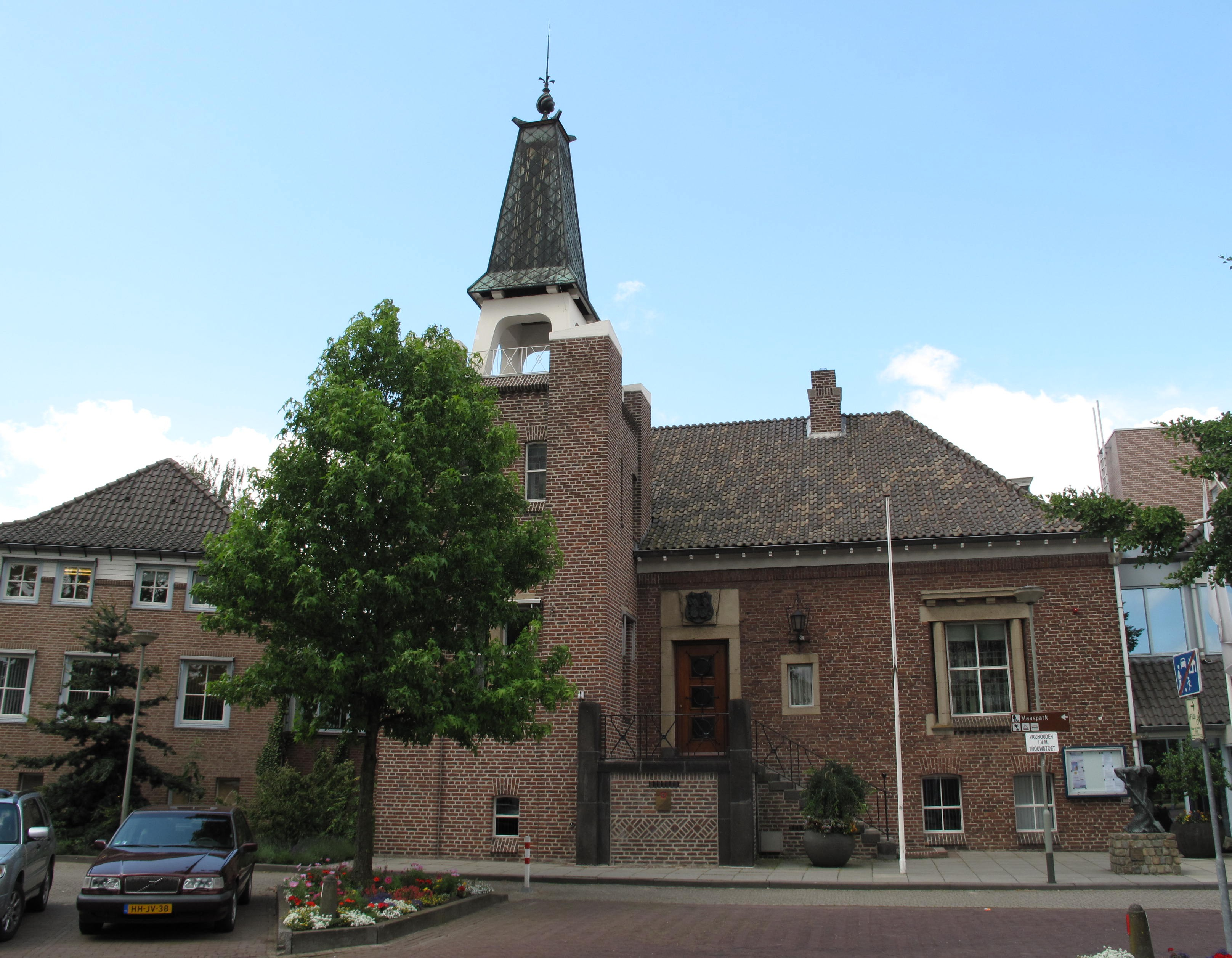
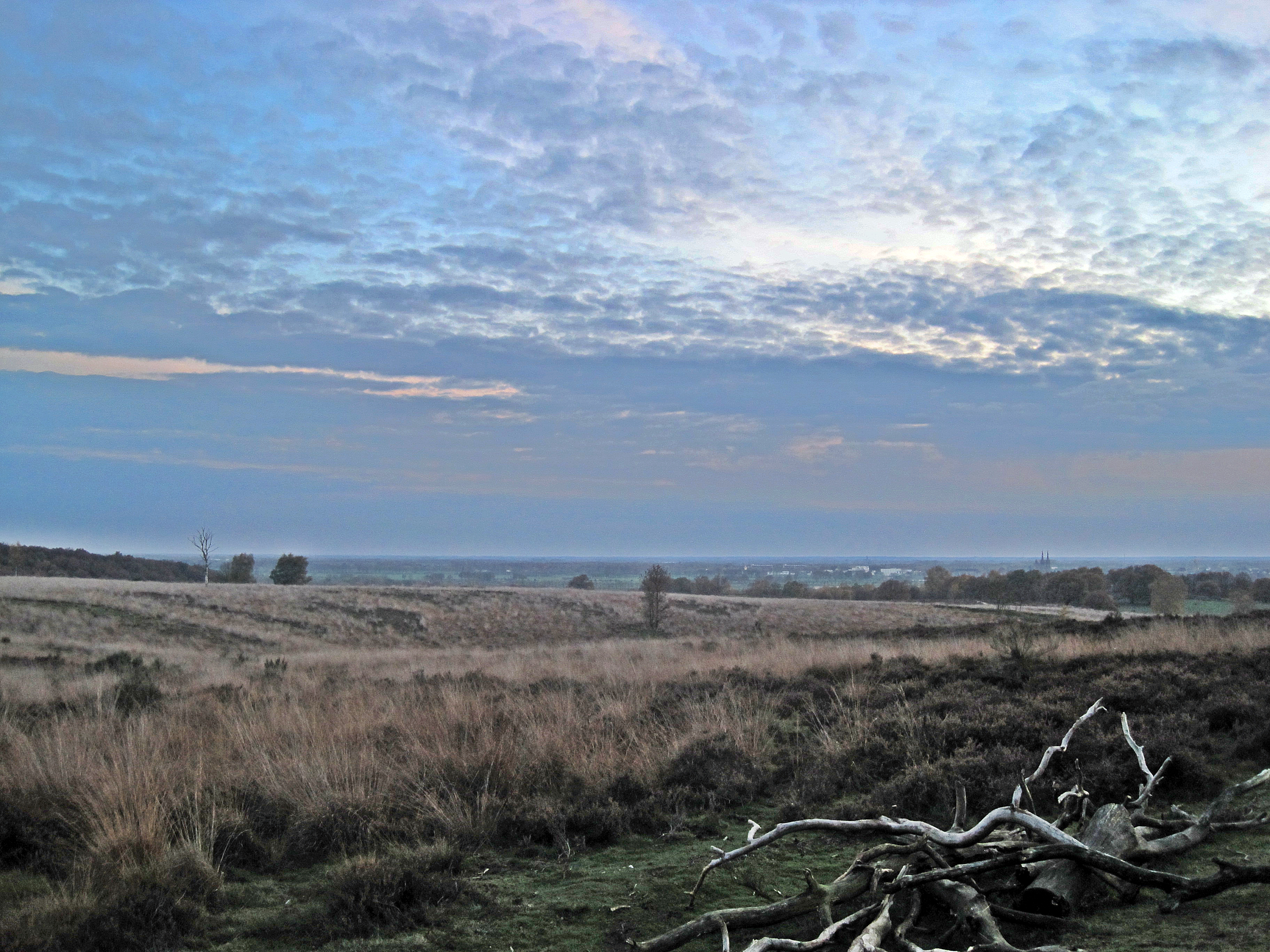
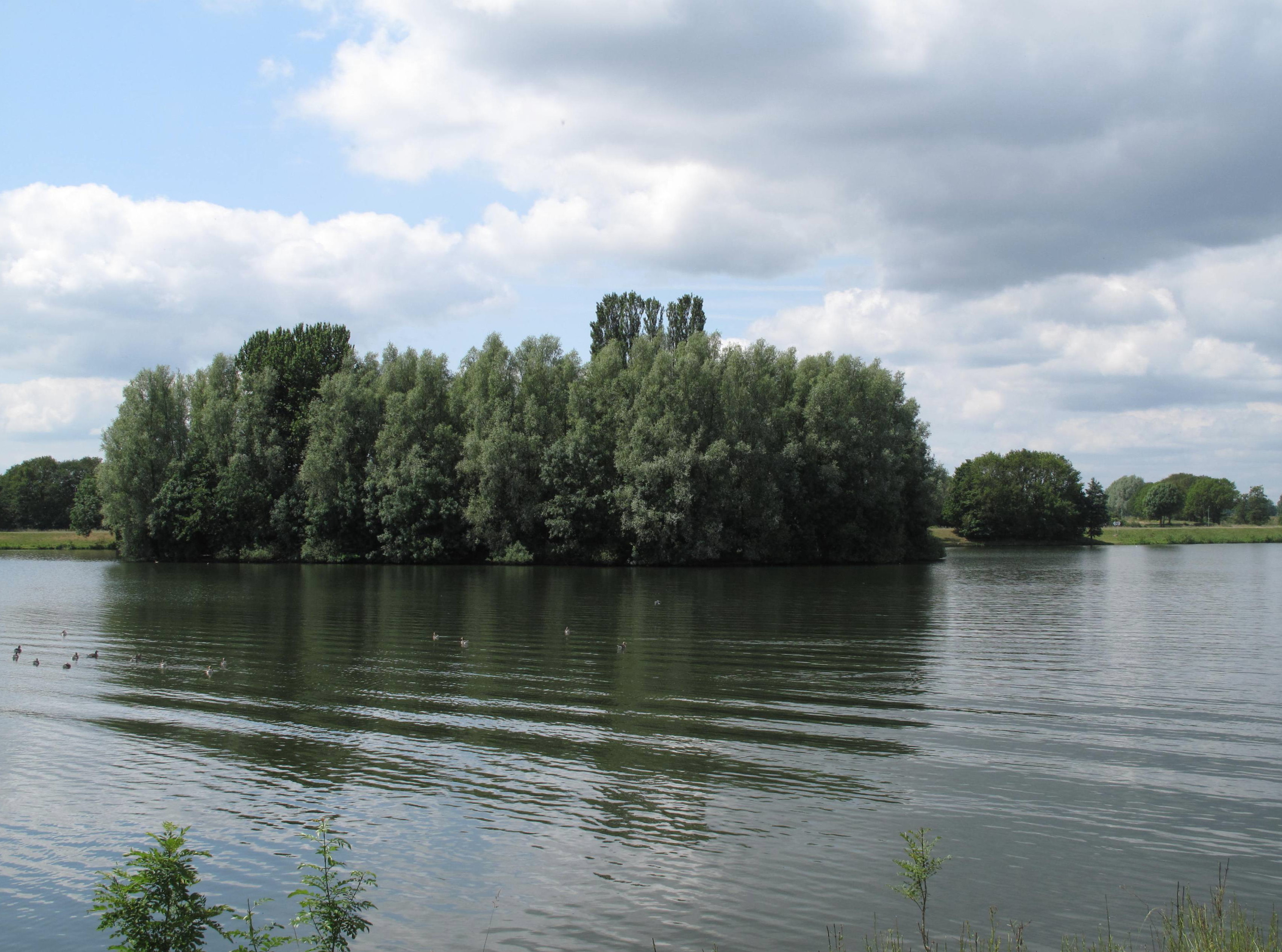
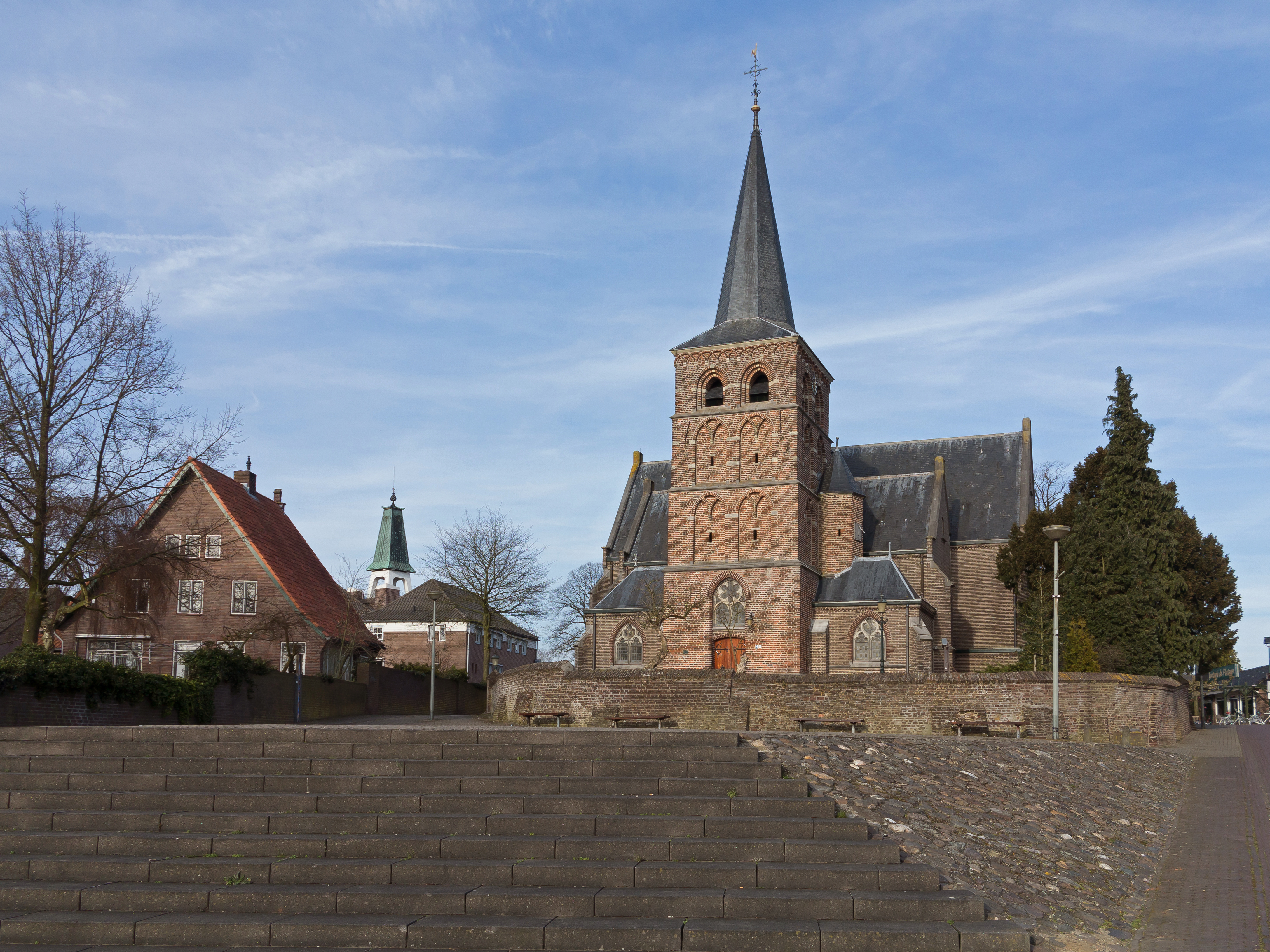

## أعلام
- سيرج دان